# Wilhelmus Kenis
Wilhelmus Kenis (Loenhout, 6 augustus 1785 - Wuustwezel, 13 juni 1868) was een Belgisch onderwijzer, schepen en plaatsvervangend burgemeester. Hij was een oud soldaat van Napoleon die hiervan een verslag neerschreef.

## Leven
Kenis was de jongste van drie broers in een landbouwersgezin. Hij werd in 1806 als "conscrit" (dienstplichtige) opgeroepen voor het leger van Napoleon. Hij keerde pas in 1814 naar zijn geboortedorp terug. Hij werd in 1816 schoolmeester in Wuustwezel en zou dit blijven tot zijn pensioen. In 1818 huwde hij met brouwersdochter Maria Anna Anthonissen en zij kregen vijf kinderen. Tussen 1832 en 1836 was hij ook schepen van de gemeente Loenhout. In 1833 was hij plaatsvervangend burgemeester. Hij was de grootvader van politicus Jules Kenis.

## Militaire carrière
Kenis werd ingedeeld bij het Derde Regiment Jagers te Paard omdat hij als boerenzoon kon paardrijden en moest voor zijn opleiding naar Italië reizen waar zijn Regiment toen gelegerd was. Hij maakte veldslagen mee te Eylau, Friedland, Wagram en vocht in Tirol en Hongarije. Zijn regiment stond ook in voor de blokkade van het vasteland en de strafexpeditie naar het eiland Rügen. Kenis maakte in 1812 als wachtmeester de veldtocht tegen Rusland mee en werd gevangen genomen in de slag bij Mohilew. Hij werd afgevoerd naar Saratov waar hij in dienst kwam van een barones als huisleraar. Pas in 1814 kon hij terugkeren naar huis. Terug thuis schreef hij zijn verhaal neer als Korte uytlegginge van een reyse gedaen door Guilhelmus Kenis, conscript van het jaer 14, 1806, becomen hebbende in de loting nr. 29.